# Remo nos Jogos Pan-Americanos de 2019 - Skiff simples masculino
A competição do skiff simples masculino foi um dos eventos do remo nos Jogos Pan-Americanos de 2019. Foi disputada no Albufera Medio Mundo em Huacho.

## Calendário
Horário local (UTC-5).
| Data         | Horário | Fase          |
| ------------ | ------- | ------------- |
| 6 de agosto  | 10:30   | Eliminatórias |
| 6 de agosto  | 16:40   | Repescagem    |
| 7 de agosto  | 10:30   | Semifinal     |
| 10 de agosto | 9:40    | Final A       |

## Medalhistas
| Ouro   | CUB Ángel Fournier      |
| Prata  | MEX Juan Carlos Cabrera |
| Bronze | ARG Brian Rosso         |

## Resultados

### Eliminatórias
Bateria 1
| Pos. | Remador             | Nacionalidade | Tempo   | Notas |
| ---- | ------------------- | ------------- | ------- | ----- |
| 1    | Juan Carlos Cabrera | MEX México    | 7:19.16 | SF    |
| 2    | Brian Rosso         | ARG Argentina | 7:22.85 | SF    |
| 3    | Marcelo Medina      | CHI Chile     | 7:23.75 | SF    |
| 4    | Jaime Machado       | VEN Venezuela | 7:43.70 | R     |
| 5    | Franklin Acosta     | HON Honduras  | 7.37.47 | R     |

Bateria 2
| Pos. | Remador         | Nacionalidade            | Tempo   | Notas |
| ---- | --------------- | ------------------------ | ------- | ----- |
| 1    | Lucas Bellows   | USA Estados Unidos       | 7:08.74 | SF    |
| 2    | Matthew Finley  | CAN Canadá               | 7:10.93 | SF    |
| 3    | Javier Insfrán  | PAR Paraguai             | 7:11.23 | SF    |
| 4    | Ignacio Vasquez | DOM República Dominicana | 7:44.32 | R     |
| 5    | Mauricio Lopez  | URU Uruguai              | 8:28.74 | R     |

Bateria 3
| Pos. | Remador           | Nacionalidade  | Tempo   | Notas |
| ---- | ----------------- | -------------- | ------- | ----- |
| 1    | Ángel Fournier    | CUB Cuba       | 7:00.27 | SF    |
| 2    | William Purman    | PUR Porto Rico | 7:15.51 | SF    |
| 3    | Gonzalo del Solar | PER Peru       | 7:28.81 | SF    |
| 4    | Uncas Batista     | BRA Brasil     | 9:12.76 | R     |

### Repescagem
Repescagem
| Pos. | Remador         | Nacionalidade            | Tempo   | Notas |
| ---- | --------------- | ------------------------ | ------- | ----- |
| 1    | Ignacio Vasquez | DOM República Dominicana | 7:21.20 | SF    |
| 2    | Mauricio Lopez  | URU Uruguai              | 7:23.02 | SF    |
| 3    | Jaime Machado   | VEN Venezuela            | 7:39.58 | SF    |
| 4    | Franklin Acosta | HON Honduras             | 8:03.59 | FC    |
| 5    | Uncas Batista   | BRA Brasil               | DNS     |       |

### Semifinal
Semifinal 1
| Pos. | Remador             | Nacionalidade            | Tempo   | Notas |
| ---- | ------------------- | ------------------------ | ------- | ----- |
| 1    | Ángel Fournier      | CUB Cuba                 | 7:00.04 | FA    |
| 2    | Juan Carlos Cabrera | MEX México               | 7:07.73 | FA    |
| 3    | Gonzalo del Solar   | PER Peru                 | 7:17.04 | FA    |
| 4    | Mauricio Lopez      | URU Uruguai              | 7:25.82 | FB    |
| 5    | Matthew Finley      | CAN Canadá               | 7:26.55 | FB    |
| 6    | Ignacio Vasquez     | DOM República Dominicana | 7:36.21 | FB    |

Semifinal 2
| Pos. | Remador        | Nacionalidade      | Tempo   | Notas |
| ---- | -------------- | ------------------ | ------- | ----- |
| 1    | Lucas Bellows  | USA Estados Unidos | 7:05.48 | FA    |
| 2    | Javier Insfrán | PAR Paraguai       | 7:08.21 | FA    |
| 3    | Brian Rosso    | ARG Argentina      | 7:08.84 | FA    |
| 4    | Marcelo Medina | CHI Chile          | 7:10.55 | FB    |
| 5    | Jaime Machado  | VEN Venezuela      | 7:39.02 | FB    |
| 6    | William Purman | PUR Porto Rico     | 7:53.06 | FB    |

### Final
Final B
| Pos. | Remador         | Nacionalidade            | Tempo   | Notas |
| ---- | --------------- | ------------------------ | ------- | ----- |
| 7    | Matthew Finley  | CAN Canadá               | 7:06.84 |       |
| 8    | Marcelo Medina  | CHI Chile                | 7:09.21 |       |
| 9    | William Purman  | PUR Porto Rico           | 7:10.58 |       |
| 10   | Ignacio Vasquez | DOM República Dominicana | 7:22.88 |       |
| 11   | Mauricio Lopez  | URU Uruguai              | 7:26.03 |       |
| 12   | Jaime Machado   | VEN Venezuela            | 7:26.52 |       |

Final A
| Pos.              | Remador             | Nacionalidade      | Tempo   | Notas |
| ----------------- | ------------------- | ------------------ | ------- | ----- |
| Medalha de ouro   | Ángel Fournier      | CUB Cuba           | 6:51.10 |       |
| Medalha de prata  | Juan Carlos Cabrera | MEX México         | 6:51.99 |       |
| Medalha de bronze | Brian Rosso         | ARG Argentina      | 7:08.37 |       |
| 4                 | Javier Insfrán      | PAR Paraguai       | 7:12.86 |       |
| 5                 | Gonzalo del Solar   | PER Peru           | 7:16.04 |       |
| 6                 | Lucas Bellows       | USA Estados Unidos | 8:08.69 |       |